# Віталіан (папа)
Віталіан (лат. Vitalianus; ? — 27 січня 672) — сімдесят шостий папа Римський (30 липня 657—27 січня 672), народився в області Лаціум, син Анастасія. Він шанується як святий у католицькій церкві, його свято відзначається щорічно 27 січня.

## Понтифікат
Після смерті папи Євгенія I, 2 або 3 червня 657 року Віталіан був обраний його наступником і був висвячений 30 липня. Як і Євгеній, Віталіан намагався відновити контакти з Константинополем, роблячи дружні жести на адресу імператора Константа II і намагався знайти шляхи вирішення богословської суперечки з монофелітами щодо походження Духа Святого (відома як «монофелітська»). Особливою заслугою вважають навернення до християнства германського племені лангобардів (671).
Він направив листи (synodica) з повідомленням про своє обрання імператору і патріарху Петру Константинопольському, які симпатизували монофелітам. Імператор підтвердив привілеї Святого Престолу і відправив як жест доброї волі до Риму рукопис Євангелія, багато оздобленого золотом і коштовним камінням. Патріарх Петро також відповів папі листом, у якому не висловлював поглядів, властивих вченню монофелітів. Таким чином теологічна ворожнеча між західною та східною церквами була дещо послаблена.
Віталіан демонстрував прихильність до імператора Константа II, провівши з ним у 663 році 12 днів під час військової кампанії візантійців проти лангобардів. 5 липня того року папа з римським духовенством зустріли імператора за 6 миль від Риму та урочисто провели його до Базиліки Святого Петра, де Констант II передав Віталіану багаті подарунки.
Після зустрічі з папою, Констант вирушив на Сицилію, де став утискати місцеве населення і був убитий в Сиракузах в 668 році. Віталіан підтримував сина Константа Костянтина IV проти узурпатора Мезеція і, таким чином, допоміг йому зайняти трон. Костянтин не мав бажання підтримувати монофелітські переконання свого батька і Віталіан скористався цим для критики монофелітства і завоювання підтримки імператора в цій боротьбі з єрессю. У відповідь прихильний монофелітизму Константинопольський патріарх Феодор I видалив ім'я Віталіана з диптихів. Так тривало до Шостого Вселенського Собору (681), де монофелітство було розгромлено, і ім'я Віталіана було повернуто в церквах в Візантії.
У 666 році своїм декретом ввів в літургійний вжиток орган.
Віталіан помер 27 січня 672 року. Його мощі були поховані в склепі церкви Сан-Леопардо, і пізніше перенесені у базиліку Святого Петра в Римі. Він шанується як святий у Католицькій церкві, його свято відзначається щорічно 27 січня.